# Crotalaria saltiana
Crotalaria saltiana är en ärtväxtart som beskrevs av Henry Charles Andrews. Crotalaria saltiana ingår i släktet sunnhampor, och familjen ärtväxter. Inga underarter finns listade i Catalogue of Life.